# 妖精の詩
「妖精の詩」（ようせいのうた）は、1973年4月10日に発売されたアグネス・チャンの2枚目のシングル。

## 収録曲
- 全曲作詞：松山猛／作曲：加藤和彦／編曲：馬飼野俊一

1. 妖精の詩 (2分46秒)
2. いじわる雨の日曜日 (2分36秒)

## カバー
- アルバム作品のピアノ演奏などで交流のあった矢野顕子が、1977年にシングル「いろはにこんぺいとう」のカップリング曲としてカバーした。

| スタブアイコン | サブスタブ | この項目は、まだ閲覧者の調べものの参照としては役立たない、シングルに関連した書きかけの項目です。この項目を加筆・訂正などしてくださる協力者を求めています（P:音楽/PJ:楽曲）。 |